# Гепард (фильм)
«Гепард» (англ. Cheetah, другое название — «Прыжок гепарда») — художественный фильм 1989 года кинокомпании Walt Disney Pictures. Главную роль исполняет Кит Кугэн. Съёмки проходили в Найроби, Кения.

## Сюжет
Двое американских подростков — Тэд и Сьюзан Джонсон из Лос-Анджелеса — приезжают в Кению, чтобы там провести шесть месяцев со своими родителями-учёными. Они берут на воспитание случайно найденного детёныша гепарда, пытаясь обучить его навыкам, необходимым для выживания в дикой природе. Гепард получает имя Дума. 
Однако вскоре Думу похищают браконьеры, намереваясь выставить гепарда на гонках борзых. Двое подростков вместе с африканским юным пастухом планируют найти и освободить Думу.

## В ролях
- Кит Куган — Тэд
- Люси Дикинс — Сьюзан
- Тимоти Лэндфилд — Ёрл Джонсон
- Колин Мотупи — Морого
- Бреон Горман — Джин Джонсон
- Ка Вундла — Кипойн
- Энтони Бейрд — Найджел